# Kollwitzplatz
De Kollwitzplatz is een plein in de Duitse hoofdstad Berlijn. De Kollwitzplatz ligt in het noorden van het stadsdeel Prenzlauer Berg, binnen het district Pankow. De percelen rondom het plein werden in de jaren 1870 door de Deutsch-Holländische Actien-Bauverein aangekocht om er woningen te bouwen. Het kreeg de naam Wörther Platz en de panden werden opgetrokken in een typische Gründerzeit-architectuur.
Het plein bleef in de Tweede Wereldoorlog relatief onbeschadigd en werd in 1947 vernoemd naar de kunstenares Käthe Kollwitz.
De Kollwitzplatz en omgeving staat bekend als een van de uitgaanscentra van Berlijn.